# Peter Henisch

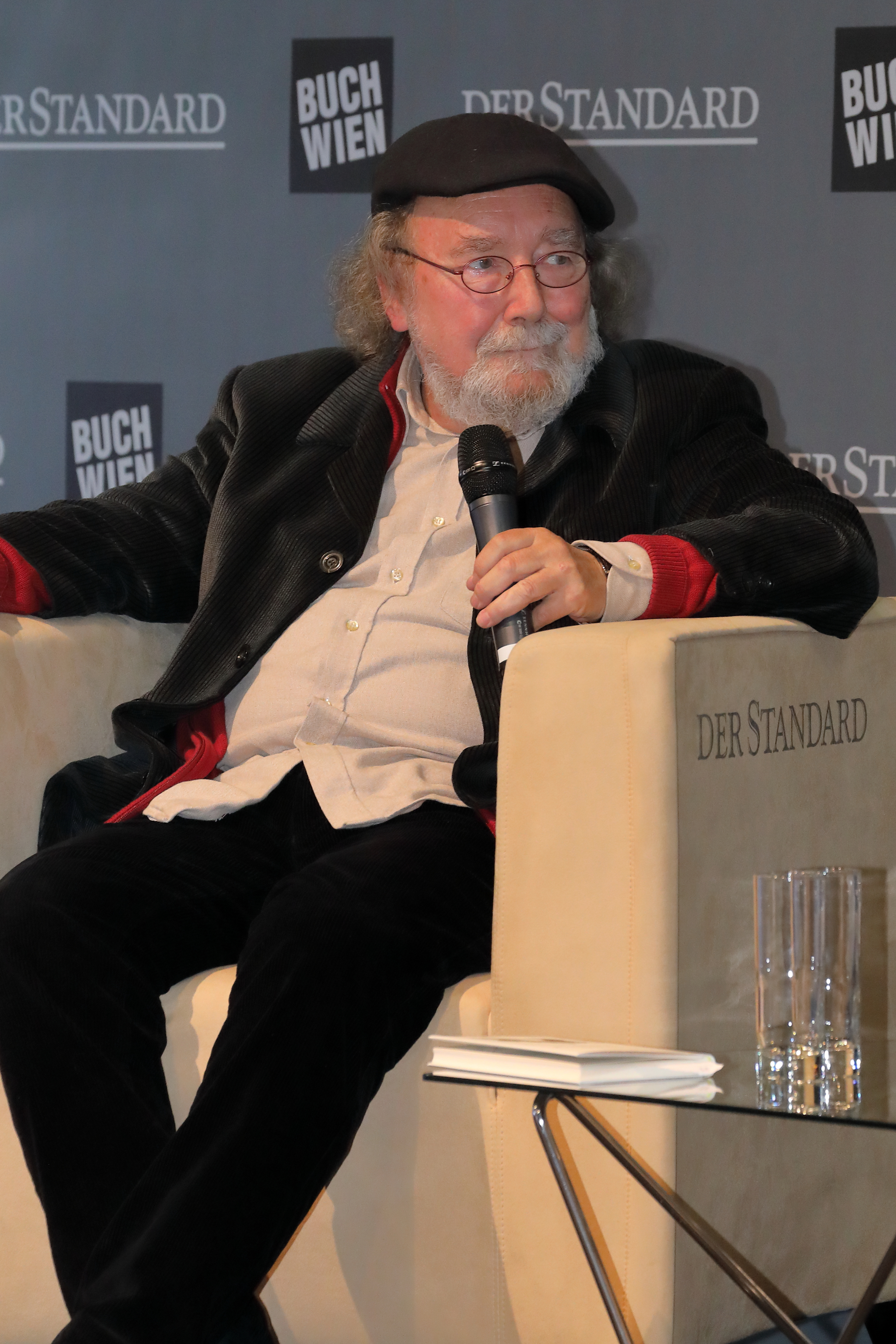
Peter Henisch (2018)

Peter Henisch (né le 27 août 1943 à Vienne) est un écrivain, journaliste et musicien autrichien.

## Biographie
Il présente ses premiers écrits après ses études secondaires au journal Arbeiter-Zeitung. Il étudie la littérature allemande, la philosophie, l'histoire et la psychologie. Il n'achève pas une thèse de doctorat sur Ernst Bloch. Il devient le rédacteur du Arbeiter-Zeitung. Il publie son premier livre, Hamlet bleibt, en 1971.
En 1971, il est pigiste à Vienne, en Basse-Autriche et en Toscane. En 1972, il est rédacteur de la rubrique Littérature du théâtre des jeunes Neue Wege. De 1970 à 1973, il est membre du « Groupe de travail de production de littérature autrichienne ».
Peter Henisch obtient la reconnaissance en 1975 avec Die kleine Figur meines Vaters (réécrit en 1987 et 2003, adapté au cinéma en 1979). Son père était un photographe de guerre pour le Troisième Reich.
Par ailleurs, il est, sous le pseudonyme Hinsicht, membre fondateur, chanteur, compositeur et leader des groupes « Wiener Fleisch und Blut » (1975) et « Wespennest » qui est aussi une revue. De nos jours, il collabore avec les musiciens Woody Schabata (de) et Hans Zinkl avec lesquels il publie Black Peter's Songbook en 2001.
Henisch a remporté de nombreux prix littéraires, dont le Anton-Wildgans-Preis (1977) et le Prix de littérature de la ville de Vienne (2009).

## Publications
- Hamlet bleibt, 1971
- Vom Baron Karl. Peripheriegeschichten und andere Prosa, 1972
- Wiener Fleisch und Blut, 1975
- Die kleine Figur meines Vaters, 1975
- Mir selbst auf der Spur. Hiob.  1977
- Der Mai ist vorbei, 1978
- Lumpazi moribundus, 1978
- Zwischeneiszeit, 1979
- Vagabunden-Geschichten, 1980
- Bali oder Swoboda steigt aus, 1981
- Das Wiener Kochbuch, 1982
- Zwischen allen Sesseln, 1982
- Hoffmanns Erzählungen. Aufzeichnungen eines verwirrten Germanisten, 1983
- Pepi Prohaska Prophet, 1986
- Steins Paranoia, 1988
- Hamlet, Hiob, Heine, 1989
- Morrisons Versteck, 1991
- Vom Wunsch, Indianer zu werden. Wie Franz Kafka Karl May traf und trotzdem nicht in Amerika landete, 1994
- Kommt eh der Komet, 1995
- Schwarzer Peter, 2000
- Black Peters Songbook, 2001
- Die schwangere Madonna, Roman, 2005
- Eine sehr kleine Frau, Roman, 2007
- Der verirrte Messias, Roman, 2009
- Großes Finale für Novak, Roman. 2011,  (ISBN 978-3-70171547-3).

## Crédit d'auteurs
- (de) Cet article est partiellement ou en totalité issu de l’article de Wikipédia en allemand intitulé « Peter Henisch » (voir la liste des auteurs).